# Legătură metalică

Legătură metalică între atomii de cupru

Legătura metalică este legătura chimică ce apare între atomii metalelor, cum ar fi fierul, sodiul sau cuprul. Una dintre teorii spune că legăturile metalice sunt realizate prin cedarea electronilor de pe ultimul strat al atomilor metalelor, pentru a se forma cationi.  Legătura metalică este cauza multor proprietăți fizice ale metalelor, cum ar fi duritatea, ductilitatea, conductivitatea termică și rezistivitatea electrică, opacitatea și luciul. 

## Formare
Spre deosebire de legătura covalentă, legăturile metalice sunt nesaturate, nelocalizate și nedirijate în spațiu, ceea ce ar explica plasticitatea metalelor. Atomii metalelor prezintă doar câțiva electroni de valență (pe ultimul strat), iar atunci când aceștia se leagă pentru a forma un solid, electronii de valență sunt pierduți și devin atomi colectivi, si inactivi fiind partajați de toți atomii din rețea. Astfel, în cadrul legăturii metalice, electronii de valență devin nelocalizați în norul electronic. 
Atomii într-un cristal metalic sunt foarte apropiați, ducând la suprapunerea orbitalilor și scăzând diferențele energetice dintre nivelurile atomice. Astfel apar benzi lărgite de energie, gradul de lățime fiind determinat de depărtarea față de nucleu și gradul de suprapunere, electronii din nivelurile exterioare situându-se pe aceste benzi ce aparțin întregului edificiu molecular nu unui anumit atom.
Benzile de energie pot fi de două tipuri: banda de valența, caracterizată de o energie joasă, această bandă încurajează tăria legăturii, și banda de conducție, de o energie ridicată. La zero absolut toți electronii exteriori se află pe bandă de valența, iar la o temperatură mai mare, anumiți electroni sar pe banda de conducție, permițându-le să circule și să transporte curentul electric prin rețea.